# Masataka Imai
Masataka Imai (jap. 今井 雅隆, Imai Masataka; * 2. April 1959 in der Präfektur Shizuoka) ist ein ehemaliger japanischer Fußballspieler und heutiger -trainer.

## Karriere

### Verein
Imai erlernte das Fußballspielen in der Schulmannschaft der Shizuoka Motors Technical High School und der Universitätsmannschaft der Kokushikan-Universität. Seinen ersten Vertrag unterschrieb er 1982 beim Honda FC, dort spielte er in der höchsten Liga, der Japan Soccer League. Für den Verein absolvierte er 115 Erstligaspiele. 1990 beendete er seine Spielerkarriere.

### Nationalmannschaft
Imai wurde 1989 in den Kader der japanischen Futsalnationalmannschaft berufen und kam bei der Futsal-Weltmeisterschaft 1989 zum Einsatz.